# Armoiries de l'île de Pâques
Les armoiries de l'Île de Pâques sont constituées de deux oiseaux symétriquement disposés autour d'un axe vertical.
Le motif, appelé Manu piri (« union des oiseaux »), symbolise l'union et l'amour entre deux personnes, mais son origine c'est inconnu.

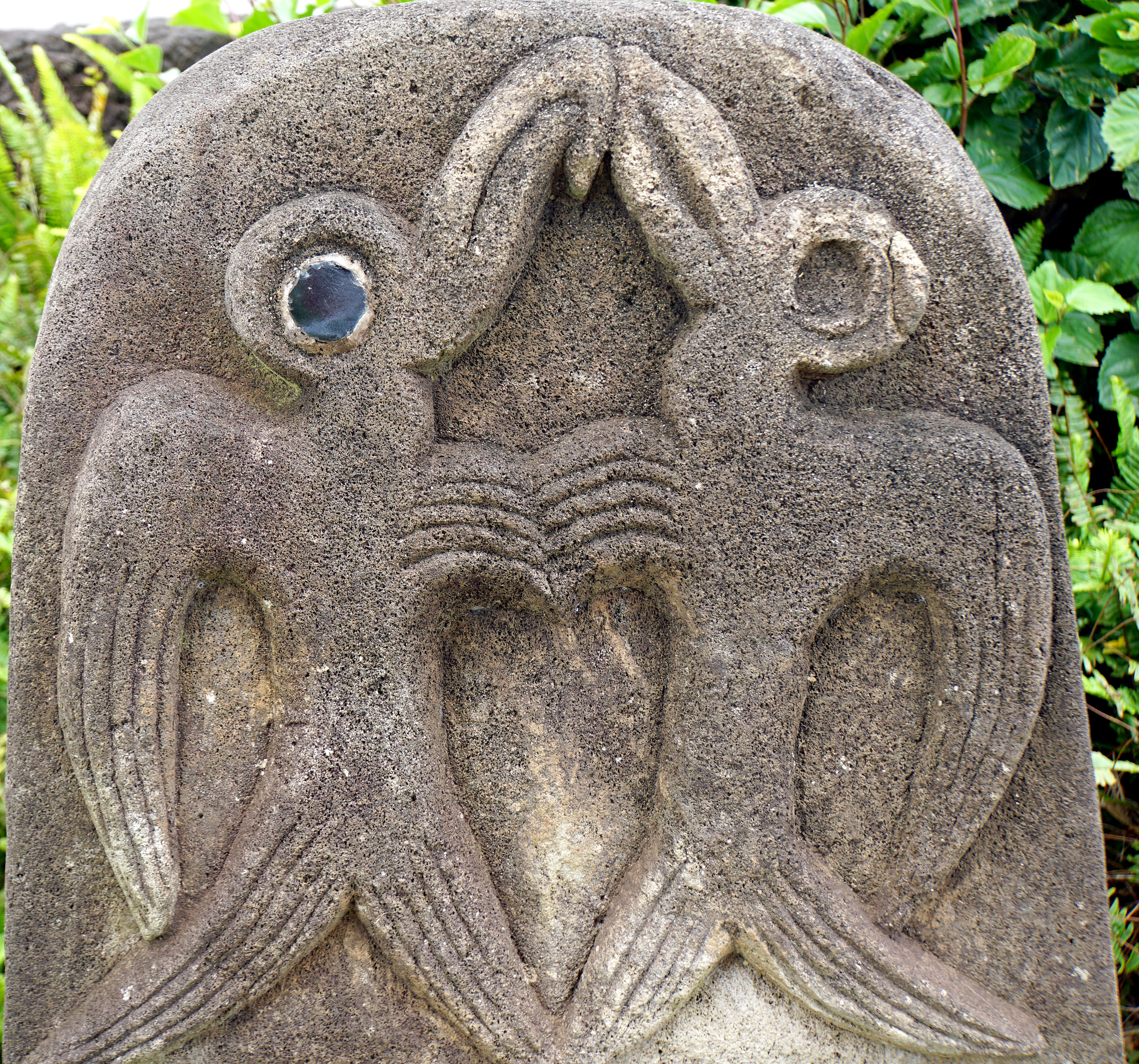
Pétroglyphe à l'effigie du Manu piri